# Euroleague Basketball 2017-2018 - Play-off
La fase dei play-off della Euroleague Basketball 2017-2018 si disputerà dal 17 aprile al 1 maggio 2018.
Le serie sono al meglio delle 5 partite, secondo il formato 2-2-1: ovvero le gare 1, 2 e 5 si giocano in casa delle teste di serie (prime quattro classificate della stagione regolare). La squadra che si aggiudicherà tre gare si qualificherà per la Final Four.

## Squadre qualificate
| Pos | Squadra         | G  | V  | P  | PF   | PS   | DP   | Risultato          |
| --- | --------------- | -- | -- | -- | ---- | ---- | ---- | ------------------ |
| 1   | CSKA Mosca      | 30 | 24 | 6  | 2675 | 2377 | +298 | Teste di serie     |
| 2   | Fenerbahçe      | 30 | 21 | 9  | 2381 | 2208 | +173 | Teste di serie     |
| 3   | Olympiakos      | 30 | 19 | 11 | 2268 | 2250 | +18  | Teste di serie     |
| 4   | Panathīnaïkos   | 30 | 19 | 11 | 2334 | 2291 | +43  | Teste di serie     |
| 5   | Real Madrid     | 30 | 19 | 11 | 2576 | 2375 | +201 | Non teste di serie |
| 6   | Žalgiris Kaunas | 30 | 18 | 12 | 2417 | 2389 | +28  | Non teste di serie |
| 7   | Saski Baskonia  | 30 | 16 | 14 | 2487 | 2373 | +114 | Non teste di serie |
| 8   | Chimki          | 30 | 16 | 14 | 2338 | 2352 | −14  | Non teste di serie |

## Tabellone
| Squadra 1     | Totale | Squadra 2       | Gara 1 | Gara 2 | Gara 3 | Gara 4 | Gara 5 |
| ------------- | ------ | --------------- | ------ | ------ | ------ | ------ | ------ |
| CSKA Mosca    | 3 – 1  | Chimki          | 98–95  | 89–84  | 73–79  | 89–88  | —      |
| Panathīnaïkos | 1 – 3  | Real Madrid     | 95–67  | 82–89  | 74–81  | 82–89  | —      |
| Fenerbahçe    | 3 – 1  | Saski Baskonia  | 82–73  | 95–89  | 83–88  | 92–83  | —      |
| Olympiakos    | 1 – 3  | Žalgiris Kaunas | 78–87  | 79–68  | 60–80  | 91–101 | —      |

## Risultati

### Gara 1
| Arbitri: | Juan Carlos García González Elias Koromilas Anne Panther |

|                                   |            |                             |
| Rodríguez 22 Hunter 18 Clyburn 14 | Punti      | 22 Šved 21 Vjal'cev 14 Gill |
| Rodríguez 5                       | Assist     | 6 Šved                      |
| Clyburn 9                         | Rimbalzi   | 6 Robinson                  |
| Dīmītrīs Itoudīs                  | Allenatori | Giōrgos Mpartzōkas          |

| Arbitri: | Luigi Lamonica Damir Javor Olegs Latisevs |

|                                        |            |                                    |
| James 24 Calathes 11 Denmon, Gabriel 9 | Punti      | 12 Thompkins 11 Randolph 10 Dončić |
| Calathes 16                            | Assist     | 4 Causeur                          |
| James 8                                | Rimbalzi   | 7 Thompkins                        |
| Xavi Pascual                           | Allenatori | Pablo Laso                         |

| Arbitri: | Sasa Pukl Borys Ryzhyk Carmelo Paternicò |

|                                             |            |                                     |
| Wanamaker 16 Nunnally, Veselý 13 Sloukas 10 | Punti      | 16 Shengelia 13 Beaubois 12 Vildoza |
| Sloukas 11                                  | Assist     | 3 Beaubois, Huertas                 |
| Veselý 8                                    | Rimbalzi   | 6 Beaubois, Shengelia               |
| Željko Obradović                            | Allenatori | Pedro Martínez                      |

| Arbitri: | Robert Lottermoser Miguel Perez Perez Piotr Pastusiak |

|                                         |            |                                 |
| Spanoulīs 25 Printezīs 12 Papapetrou 11 | Punti      | 21 Davies 20 Pangos 16 Milaknis |
| Spanoulīs 9                             | Assist     | 6 Pangos                        |
| Milutinov 8                             | Rimbalzi   | 8 Davies                        |
| Giannīs Sfairopoulos                    | Allenatori | Šarūnas Jasikevičius            |

### Gara 2
| Arbitri: | Daniel Hierrezuelo Damir Javor Mehdi Difallah |

|                                    |            |                                       |
| Rodríguez 26 Higgins 19 Clyburn 16 | Punti      | 24 Gill 12 Šved 11 Anderson, Marković |
| Rodríguez 10                       | Assist     | 7 Šved                                |
| Clyburn, Hunter 7                  | Rimbalzi   | 7 Robinson                            |
| Dīmītrīs Itoudīs                   | Allenatori | Giōrgos Mpartzōkas                    |

| Arbitri: | Sreten Radovic Ilija Belosevic Matej Boltauzer |

|                               |            |                                  |
| James 20 Payne 13 Calathes 12 | Punti      | 18 Reyes 17 Carroll 12 Thompkins |
| James 6                       | Assist     | 5 Ayón                           |
| Singleton 5                   | Rimbalzi   | 6 Ayón, Thompkins                |
| Xavi Pascual                  | Allenatori | Pablo Laso                       |

| Arbitri: | Luigi Lamonica Elias Koromilas Fernando Rocha |

|                                   |            |                                    |
| Wanamaker 19 Veselý 16 Kalinić 11 | Punti      | 17 Janning 14 Poirier 12 Shengelia |
| Sloukas 6                         | Assist     | 5 Shengelia                        |
| Veselý 6                          | Rimbalzi   | 7 Poirier                          |
| Željko Obradović                  | Allenatori | Pedro Martínez                     |

| Arbitri: | Sasa Pukl Carmelo Paternicò Olegs Latisevs |

|                                     |            |                                |
| McLean 21 Spanoulīs 17 Papapetrou 9 | Punti      | 20 Davies 13 Micić 11 Milaknis |
| Mantzarīs 7                         | Assist     | 8 Micić                        |
| Printezīs 8                         | Rimbalzi   | 7 Kavaliauskas                 |
| Giannīs Sfairopoulos                | Allenatori | Šarūnas Jasikevičius           |

### Gara 3
| Arbitri: | Luigi Lamonica Borys Ryzhyk Juan Carlos García González |

|                                 |            |                                        |
| Davies 18 Jankūnas 13 Pangos 12 | Punti      | 14 Spanoulīs 11 Roberts 6 Papanikolaou |
| Micić, Udrih 6 McLean, Tillie   | Assist     | 3 Strēlnieks                           |
| Jankūnas 6                      | Rimbalzi   | 8 Papapetrou                           |
| Šarūnas Jasikevičius            | Allenatori | Giannīs Sfairopoulos                   |

| Arbitri: | Sreten Radovic Sasa Pukl Olegs Latisevs |

|                                              |            |                                |
| Beaubois 21 Poirier, Voigtmann 12 Huertas 11 | Punti      | 17 Veselý 14 Sloukas 13 Datome |
| Huertas 7                                    | Assist     | 11 Sloukas                     |
| Shengelia 10                                 | Rimbalzi   | 10 Veselý                      |
| Pedro Martínez                               | Allenatori | Željko Obradović               |

| Arbitri: | Robert Lottermoser Milivoje Jovcič Carmelo Paternicò |

|                                                        |            |                              |
| Carroll 17 Fernández 9 Randolph, Ayón, Llull, Taylor 8 | Punti      | 26 Calathes 15 Gist 14 James |
| Fernández, Llull 4                                     | Assist     | 4 Calathes                   |
| Dončić 10                                              | Rimbalzi   | 9 Singleton                  |
| Pablo Laso                                             | Allenatori | Xavi Pascual                 |

| Arbitri: | Christos Christodoulou Miguel Perez Perez Ilija Belosevic |

|                            |            |                                   |
| Šved 27 Gill 22 Robinson 8 | Punti      | 26 Higgins 16 Hunter 15 Rodríguez |
| Marković, Šved 4           | Assist     | 8 Rodríguez                       |
| Gill, Honeycutt 7          | Rimbalzi   | 12 Hunter                         |
| Giōrgos Mpartzōkas         | Allenatori | Dīmītrīs Itoudīs                  |

### Gara 4
| Arbitri: | Daniel Hierrezuelo Damir Javor Medhi Difallah |

|                                  |            |                                            |
| Pangos 21 Ulanovas 20 Toupane 11 | Punti      | 19 Spanoulīs 17 Strēlnieks 15 Papanikolaou |
| Pangos, Udrih 4                  | Assist     | 6 Spanoulīs                                |
| Ulanovas 9                       | Rimbalzi   | 6 McLean, Milutinov                        |
| Šarūnas Jasikevičius             | Allenatori | Giannīs Sfairopoulos                       |

| Arbitri: | Luigi Lamonica Matej Boltauzer Piotr Pastusiak |

|                                     |            |                                |
| Poirier 14 Beaubois 13 Voigtmann 12 | Punti      | 22 Gudurić 21 Melli 13 Kalinić |
| Huertas 6                           | Assist     | 8 Sloukas                      |
| Voigtmann 7                         | Rimbalzi   | 6 Veselý                       |
| Pedro Martínez                      | Allenatori | Željko Obradović               |

| Arbitri: | Saša Pukl Borys Ryzhyk Benjamin Jiménez |

|                                |            |                                       |
| Šved 36 Anderson 10 Marković 9 | Punti      | 20 Higgins 15 Voroncevič 14 Rodríguez |
| Šved 6                         | Assist     | 4 Westermann                          |
| Šved, Robinson 5               | Rimbalzi   | 6 Clyburn                             |
| Giōrgos Mpartzōkas             | Allenatori | Dīmītrīs Itoudīs                      |

| Arbitri: | Sreten Radovic Fernando Rocha Oļegs Latiševs |

|                                   |            |                                            |
| Dončić 17 Ayón, Reyes 12 Llull 11 | Punti      | 21 Singleton 18 James, Calathes 10 Lojeski |
| Llull 7                           | Assist     | 6 James                                    |
| Ayón 6                            | Rimbalzi   | 6 Gabriel                                  |
| Pablo Laso                        | Allenatori | Xavi Pascual                               |